# Sonny Sharrock
Warren Harding „Sonny“ Sharrock (* 27. August 1940 in Ossining, New York; † 25. Mai 1994 ebenda) war ein US-amerikanischer Jazz-Gitarrist.

## Leben und Wirken
Sharrock begann seine musikalische Karriere 1953 als Sänger in einer Doo-Wop-Gruppe, bevor er 1960 zur Gitarre wechselte. 1965 ging er nach New York, wo er zunächst mit Byard Lancaster und Babatunde Olatunji arbeitete. 1966 wirkte er an der Aufnahme des Albums Tauhid von Pharoah Sanders mit, bei dem er bis 1969 blieb; zu hören ist er auch auf Sanders’ LP Izipho Zam (My Gifts). Danach trat er mit Don Cherry und dessen Eternal Rhythm bei den Berliner Jazztagen auf und wurde Mitglied von Herbie Manns Gruppe, mit dem er an dessen Hit-Album Memphis Underground beteiligt und mehrfach international auf Tournee war. 1969 erschien sein erstes Album als Bandleader. Miles Davis beteiligte ihn an den Aufnahmen zu A Tribute to Jack Johnson. Nach dem Ausscheiden aus H. Manns Gruppe 1972 und einer Tournee (durch USA und Europa) mit seiner damaligen Frau Linda war Sharrock zunächst kaum noch in der Szene aktiv. Er arbeitete in dieser Zeit als Taxifahrer und Pfleger geistig behinderter Kinder.
1986 wurde er Mitglied der von Bill Laswell initiierten Jazznoisegruppe Last Exit, mit der er auf Welttournee ging und mehrere Alben einspielte. 1991 erschien mit Ask the Ages sein vielleicht wichtigstes Album, auf dem er mit Pharoah Sanders und Elvin Jones zu hören ist. Bekannt wurde auch der Soundtrack zu der Cartoon-Talkshow Space Ghost Coast to Coast, den er kurz vor seinem plötzlichen Tod 1994 fertiggestellt hatte.
Sharrock ist einer der ersten Gitarristen, die den Free Jazz auf ihrem Instrument umsetzten. Anders als Attila Zoller spielte er dabei auch nicht-tonal und setzte Rückkopplung und Verzerrung konsequent ein. Erst gegen Ende seines Lebens erhielt er aber die ihm gebührende Anerkennung von Kritik und Publikum. Sein Debütalbum Black Woman wurde 1998 in die Wireliste The Wire’s “100 Records That Set the World on Fire (While No One Was Listening)” aufgenommen.

## Diskografie (Auswahl)
- Black Woman mit Linda Sharrock, Dave Burrell, Norris Jones, Milford Graves, Ted Daniel, Richard Pierce, Gary Sharrock, Vortex, 1969
- The Green Line mit Steve Marcus, Miroslav Vitouš, Daniel Humair, 1970
- Monkey-Pockie-Boo mit Linda Sharrock, Beb Guérin, Jacques Thollot (BYG Actuel, 1970)
- The Junk Sessions 1974
- Paradise mit Linda Sharrock, Dave Artis, Kenny Armstrong, Buddy Williams, Sonny Bonillia, 1975
- Improvised Music New York mit Derek Bailey, Fred Frith, John Zorn, Bill Laswell, Charles K. Noyes, 1981
- Guitar, Soloalbum 1986
- Last Exit mit Bill Laswell, Ronald Shannon Jackson, Peter Brötzmann, 1986
- Köln mit Bill Laswell, Ronald Shannon Jackson, Peter Brötzmann, 1986
- The Noise of Trouble mit Laswell, Shannon Jackson, Brötzmann, Herbie Hancock, Akira Sakata, 1986
- From the Boards mit Laswell, Shannon Jackson, Brötzmann, 1987 (als Kassette, CD 1995)
- Seize the Rainbow mit Melvin Gibbs, Pheeroan akLaff, Abe Speller, Bill Laswell, 1987
- Dance with Me, Montana mit Ken Buchanan, Lavander Cope, 1987
- Iron Path mit Laswell, Shannon Jackson, Brötzmann, 1988
- No Material mit Brötzmann, Ginger Baker, Nicky Skopelitis, Jan Kazda, 1988
- Live in New York mit Melvin Gibbs, Pheeroan akLaff, Abe Speller, Dave Snyder, Ron Cartel, 1989
- Head First into the Flames mit Laswell, Shannon Jackson, Brötzmann, 1989
- Highlife mit Charles Baldwin, Abe Speller, Lance Carter, Dave Snyder, 1990
- Faith Moves mit Nicky Skopelitis, 1991
- Ask the Ages mit Pharoah Sanders, Elvin Jones, Charnett Moffett, 1991
- Into Another Light, zusammengestellt von Nicky Skopelitis und Anton Fier